# Alexandra Tsiavou
Alexandra Tsiavou (in greco Αλεξάνδρα Τσιάβου?; Igoumenitsa, 26 settembre 1985) è una canottiera greca.

## Palmarès

### Olimpiadi
- 1 medaglia:
  - 1 bronzo (Londra 2012 nel due di coppia pesi leggeri)

### Mondiali
- 5 medaglie:
  - 3 ori (Poznań 2009 nel due di coppia pesi leggeri; Bled 2011 nel due di coppia pesi leggeri; Plovdiv 2012 nel singolo pesi leggeri)
  - 2 bronzi (Eton 2006 nel due di coppia pesi leggeri; Karapiro 2010 nel due di coppia pesi leggeri)

### Europei
- 1 medaglia:
  - 1 oro (Poznań	2007 nel due di coppia pesi leggeri)